# Christos Terzanidis
Christos Terzanidis (gr. Χρήστος Τερζανίδης; ur. 13 lutego 1945) – grecki piłkarz grający na pozycji pomocnika.
Terzanidis profesjonalną karierę zaczynał w PAOK-u Saloniki, gdzie grał w latach 1969-1977 i z którym zdobył mistrzostwo Grecji w 1976 oraz 2 Puchary Grecji w 1972 i 1974. W 1977 zdecydował się opuścic PAOK i przenieść się do Panathinaikosu Ateny, jednakże sukcesów z nim nie odniósł.
W reprezentacji Grecji rozegrał 27 meczów i strzelił 1 bramkę. Pod koniec kariery uczestniczył z reprezentacją Grecji w Mistrzostwach Europy w 1980.